# Chiesa del Santissimo Sacramento (Castel del Piano)
La chiesa del Santissimo Sacramento, o chiesa dei Santi Niccolò e Lucia, detta comunemente "chiesa piccina", si trova a Castel del Piano (GR).
I resti dell'architettura medievale si limitano al paramento murario a bozze e ad una porta tamponata sulla parete sinistra. Numerosi furono gli interventi nel corso dei secoli, tra i quali la costruzione del campanile (1872-1878).
L'interno presenta una pianta rettangolare con due navate divise in tre campate con volte a crociera e intervallate da archi a sesto ribassato poggianti su pilastri dipinti con fasce orizzontali bianche e marroni. Tra le opere conservate, una Madonna di Loreto lignea policromata (1643), lo stendardo della Compagnia del Corpus Domini con la rappresentazione dell'Adorazione del Sacramento e la Messa di Bolsena (1771) di Gioacchino Sorbelli, e la Verifica della vera Croce attribuita a Francesco Nasini.